# Secrets d'État (film, 2004)
Pour les articles homonymes, voir Secrets d'État (homonymie).
Ne pas confondre avec Raisons d'État (The Good Shepherd), un film de 2006 réalisé par Robert De Niro.
Pour plus de détails, voir Fiche technique et Distribution.
Secrets d'État (A Different Loyalty) est un film américano-canado-britannique réalisé par Marek Kanievska, sorti en 2004.

## Synopsis
Leo Cauffield, reporter de guerre, ex-espion britannique et époux de Sally Tyler, une Américaine, disparaît un jour sans explications. Sally effectue toutes les recherches possibles pour le retrouver et découvre que son mari est en fait un agent double travaillant pour le KGB...
Ce film s'inspire de l'histoire réelle d'Eleanor Brewer qui épousa, en 1959, Kim Philby, un agent double, voire triple, britannique, et qui infiltra les services secrets britanniques pour le compte du KGB, l’agence de renseignements soviétique.

## Fiche technique
- Titre français : Secrets d'État
- Titre original : A Different Loyalty
- Réalisation : Marek Kanievska
- Scénario : Jim Piddock
- Musique : Normand Corbeil
- Photographie : Jean Lépine
- Montage : Yvann Thibaudeau
- Production : Michael Cowan, Richard Lalonde, Jason Piette et Jan H. Vocke
- Société de production : Lionsgate Films, Forum Films, Movision et Fresh Media
- Pays de production :  Canada,  Royaume-Uni,  États-Unis et  Malte
- Genre : Drame, romance, espionnage et thriller
- Durée : 96 minutes
- Budget : 13 millions de $
- Dates de sortie :
  - France : 16 mai 2004 (Festival de Cannes)
  - États-Unis : 10 mai 2005 (en DVD)

## Distribution
- Sharon Stone (VF : Micky Sébastian) : Sally Tyler / Cauffield
- Rupert Everett (VF : Pierre Tessier) : Leo Cauffield
- Jim Piddock : George Quennell
- Joss Ackland : Randolph Cauffield
- Julian Wadham : Andrew Darcy
- Emily VanCamp (VF : Alexandra Garijo) : Jen Tyler

## Production

### Tournage
Le film a été tourné :
- en Angleterre ;
- à Malte ;
- au Canada ;
- en Russie.